# Gisement archeologique de Rain
Le gisement archeologique de Rain est un site stratifié d'un habitat de plein-air daté du paléolithique moyen situé à Mutzig, dans le département français du Bas-Rhin, et inscrit monument historique.

## Localisation
Il se sur le flanc de la colline dite "Felsbourg" dans la commune de Mutzig.

## Historique
Le site fait l'objet d'une inscription au titre des monuments historiques depuis 1994.